# Baron Deramore
Baron Deramore, of Belvoir in the County of Down, war ein erblicher britischer Adelstitel in der Peerage of the United Kingdom.

## Verleihung und Erlöschen des Titels
Der Titel wurde am 18. November 1885 für den konservativen Politiker Sir Thomas Bateson, 2. Baronet geschaffen. Bereits 1863 hatte dieser von seinem Vater den fortan nachgeordneten Titel Baronet, of Belvoir Park in the County of Down, geerbt, der diesem am 18. Dezember 1818 in der Baronetage of the United Kingdom verliehen worden war. Da der 1. Baron zwei Töchter, aber keine Söhne hatte, wurde der Baronstitel mit dem besonderen Zusatz verliehen, dass dieser in Ermangelung eigener männlicher Nachkommen auch an dessen Bruder George de Yarburgh-Bateson und dessen männliche Nachkommen vererbbar sei. Dieser erbte 1890 die beiden Adelstitel und erbte zudem 1892 von seinem Schwiegervater das Anwesen Heslington Hall bei Heslington in North Yorkshire, das fortan als Familiensitz diente, und hatte dazu seinen Familiennamen um den seiner Gattin zu „de Yarburgh-Bateson“ geändert. Die beiden Titel erloschen schließlich am 20. August 2006, beim Tod des 6. Barons, der der jüngere Enkel des 2. Barons war.

## Liste der Titelinhaber

### Bateson Baronets, of Belvoir Park (1818)
- Sir Robert Bateson, 1. Baronet (1782–1863)
- Sir Thomas Bateson, 2. Baronet (1819–1890) (1885 zum Baron Deramore erhoben)

### Barons Deramore (1885)
- Thomas Bateson, 1. Baron Deramore (1819–1890)
- George de Yarburgh-Bateson, 2. Baron Deramore (1823–1893)
- Robert de Yarburgh-Bateson, 3. Baron Deramore (1865–1936)
- George de Yarburgh-Bateson, 4. Baron Deramore (1870–1943)
- Stephen de Yarburgh-Bateson, 5. Baron Deramore (1903–1964)
- Richard de Yarburgh-Bateson, 6. Baron Deramore (1911–2006)